# التدخل الفني
التدخل الفني هو تفاعل مع عمل فني موجود مسبقًا أو جمهور أو مكان أو مساحة أو موقف. لديه بوادر الفن المفاهيمي وهو عادة شكل من أشكال فن الأداء. وهو مرتبط بالنشطاء والداديين الجدد. وقد استخدمها المتعصبون على نطاق واسع للتأثير على تصورات الأعمال الفنية التي يعارضونها وكاحتجاج على التدخلات الحالية.
يمكن أن يشير التدخل أيضًا إلى الفن الذي يدخل موقفًا خارج عالم الفن في محاولة لتغيير الظروف القائمة هناك. على سبيل المثال، قد يحاول فن التدخل تغيير المواقف الاقتصادية أو السياسية، أو قد يحاول توعية الناس بحالة لم يكن لديهم علم بها من قبل. نظرًا لأن هذه الأهداف تعني أن فن التدخل يتعامل بالضرورة مع الجمهور ويتفاعل معه، فإن بعض الفنانين يطلقون على عملهم «التدخلات الجماهيرية (الشعبية)».
على الرغم من أن التدخل بطبيعته ينطوي على تخريب، إلا أنه مقبول الآن كشكل مشروع من أشكال الفن وغالبًا ما يتم تنفيذه بتأييد من هم في مواقع السلطة على العمل الفني أو الجمهور أو المكان أو المساحة التي سيتم التدخل فيها. ومع ذلك، فإن التدخلات غير المصدق عليها (أي غير المشروعة) شائعة وتؤدي إلى نقاش حول التمييز بين الفن والتخريب. بحكم تعريفه، فهو يمثل تحديًا، أو على الأقل يمثل جدلاً، يتعلق بالعمل السابق أو موضوع هذا العمل، أو بتوقعات جمهور معين. وفي الغالب يصل التدخل الفني لأقصى تأثيره عندما يكون أحادي الجانب على الرغم من أنه في هذه الحالات، من شبه المؤكد أن تنظر إليه السلطات على أنها غير مرحب بها، إن لم تكن تخريبًا، وليست فنًا.

## التدخل الفني المرخص
هناك العديد من التدخلات الفنية التي يتم تنفيذها في سياقات حيث تم تقديم الدعوة والتراخيص ذات الصلة للقيام بتغييرات في العمل الفني (التدخل الفني).
.

## التدخل غير المرخص
يتحدى بعض الفنانين من خلال عدم السعي للحصول على إذن، أو ربما لعدم القدرة على الحصول عليه، ولكن بتنفيذ نواياهم بهذه الطريقة، بما يخالف اللوائح — يتسبب بردود فعل رسمية بدرجات متفاوتة من الخطورة.

### بانكسي، 2000

صورة لفن "بانكسي" في بريك لين ، إيست إند. 2004.

«بانكسي» هو الاسم المستعار لواحد من أشهر المتدخلين في المملكة المتحدة. قام بتنفيذ العديد من أعمال الرسم الجرافيتي للكتابة على الجدران، عادة برسالة أو تعليق محدد. لقد تسلل أيضًا بأعماله الفنية إلى المتاحف، حيث مكثوا لفترات متفاوتة من الوقت قبل إزالتها. في مايو 2005، على سبيل المثال، علق نسخته الخاصة من لوحة الكهف البدائية، والتي تُظهر صيدًا بشريًا بعربة تسوق، في المتحف البريطاني. إنه الآن أحد أكثر الفنانين رواجًا. تجني أعماله الآن ملايين الدولارات في دور المزادات في بريطانيا وأمريكا.
في عام 2015، أنشأ بانكسي و58 فنانًا آخر معرض ديسمالاند باستخدام متنزه ترفيهي مهجور لتصوير نقيض ديزني لاند. وفي عام 2017، عمل بانسكي مع فلسطينيين في الضفة الغربية لإنشاء فندق ذا وولد أوف الذي يطل على الجدار الفاصل الذي بنته إسرائيل في الضفة الغربية ويفصل بين المجتمعات الفلسطينية والإسرائيلية.

### ليني لي، 2005
في فبراير 2005، تم فرض رقابة على الفنان اليهودي، ليني لي، لعرضه قطعة تسمى «جودنساو» (خنزير يهودي) في معرض تريبتو تاون هول، برلين. تم تنظيم المداخلة من قبل الفنانين الآخرين العاملين في العرض والذين ادعوا (بشكل غير صحيح) أن لي كان أحدهم. تم تصميم عمل لي لوضع المؤسسة في موقف صعب. إذا تركوها على الحائط فسوف يتهمهم خصومهم بمعاداة السامية. من ناحية أخرى، إذا قاموا بإلغاء العمل، فسوف يعد إلغائه فرضا للرقابة على حرية عمل فنان يهودي يتعامل مع الصور النمطية المعادية للسامية.
ثم أجبرت السلطات على إنزال القطعة، والتي جذبت اهتماما كبيرا من وسائل الإعلام. وقد عرض لي إزالة نسخته من "Judensau" بشرط أن أنت تزال القطعة الأصلية المنحوتة في القرن 14 من " Judensau " من جانب كنيسة مارتن لوثر في فيتنبرغ. 

## التدخل المشروع وغير المشروع
على الرغم من أن الجوانب الفنية القانونية واضحة ومباشرة، فعندما يتم التدخل بعمل غير مصرح به في تدخل آخر مصرح به رسميًا، قد تكون القضايا الأخلاقية أقل وضوحًا، خاصة عندما يواجه الفعل القانوني رفضًا عامًا واسع النطاق (حتى إلى درجة اعتباره تخريبًا)، بينما رد الفعل غير المرخص عليه يرضي الشعور العام بالعدالة.

## فن أم تخريب؟
يُزعم أن الشرعية والقيمة الفنية للتدخل الفني قد تختلف، اعتمادًا على تصور المشاهد ووجهة نظره.
في بعض الأحيان، يتم استخدام التخريب الفني لعمل احتجاج سياسي. وسواء كان هذا يعتبر فعلًا سياسيًا شرعيًا أم لا، فإنه لا يُنظر إليه عادةً على أنه فن، ولم يكن هذا السؤال مطروحا حتى وقت قريب. ومع ذلك، مع التفكك المتزايد للحدود بين الفن والحياة، واتساع نطاق الفن، كان هناك ميل متزايد للنظر إلى الأفعال غير العادية أو المذهلة على أنها فن، على الرغم من أن الأفعال لم تكن أبدًا مقصودة على أنها فن.

### داميان هيرستوالحادي عشر من سبتمبر، 2002
جاء الغضب العام في أعقاب محاولة واحدة لإعادة تصنيف حدث من حيث المصطلحات الفنية في 10 سبتمبر 2002، عشية الذكرى السنوية الأولى لهجمات 11 سبتمبر على مركز التجارة العالمي، عندما قال داميان هيرست في مقابلة مع بي بي سي نيوز أونلاين:
الشيء الذي يدور حول 11 سبتمبر هو أنه نوع من العمل الفني في حد ذاته. . . قال ديفيد هوكني إنه كان «أكثر عمل فني شرير» — لقد قارنه الكثير من الناس بعمل فني. بالطبع، إنه أمر مذهل بصريًا وعليك تسليمه لهم على مستوى ما لأنهم حققوا شيئًا لم يظن أحد أنه ممكن — خاصة لبلد كبير مثل أمريكا. لذا على أحد المستويات، يحتاجون إلى التهنئة، وهو ما يخجل منه الكثير من الناس، وهو أمر خطير للغاية.
في الأسبوع التالي، أصدر بيانًا من خلال شركته (Science Ltd) مفاده:
«أعتذر بلا تحفظ عن أي إزعاج سببته، خاصة لعائلات ضحايا أحداث ذلك اليوم الرهيب.» 

## معاني أخرى

### التدخل الفني للشركات
تم نشر كتاب خصخصة الثقافة: التدخل الفني للشركات منذ الثمانينيات من قبل تشين تاو وو في عام 2001 في نيويورك. يتمثل أحد أهداف الكتاب في مواجهة تأثير سياسات (Skinflint) التي وضعتها مارجريت تاتشر ورونالد ريغان _والتي خفضت التمويل الحكومي للفنون_ ، ليشجع الكتاب على زيادة التمويل الخاص للفنون وكيفية زيادته.

### العلاج بالفن
يستخدم المعهد الوطني للصدمات والخسائر عند الأطفال مصطلح «التدخل الفني» بمعنى العلاج بالفن. كما تفعل أيضا جامعة هونج كونج، والتي تنص على:
تدخل الفن العلاجي لكبار السن.
اكتسب استخدام التدخل الفني لتحسين نوعية حياة كبار السن اهتمامًا من المتخصصين في الرعاية الصحية مؤخرًا. ستقدم الدورة الإقتراحات النظرية والتطبيقية للتوجهات الفنية في تقديم الخدمات. سيتم تدريس المهارات المتقدمة لاستخدام وسائل الاتصال الفنية وغير اللفظية المختلفة لتعزيز التعبير عن المصابين بالخرف والضعف العصبي من خلال الأساليب التقدمية والتجريبية.